# Finalen av Engelska Ligacupen 2011/2012
Finalen i Engelska Ligacupen 2012 var finalmatchen i Engelska Ligacupen 2012, den 52:a säsongen av Engelska Ligacupen, en fotbollscup för de 92 lagen i Premier League och the Football League. Matchen spelades mellan Cardiff City och Liverpool på Wembley Stadium i London den 26 februari 2012. Liverpool vann med 3–2 på straffar, efter 1–1 under ordinarie speltid och 2–2 efter förlängningen.

## Väg till Wembley
| Cardiff City                                             | Cardiff City                                             | Cardiff City                                             | Omgång    | Liverpool                         | Liverpool                         | Liverpool                         |
| -------------------------------------------------------- | -------------------------------------------------------- | -------------------------------------------------------- | --------- | --------------------------------- | --------------------------------- | --------------------------------- |
| Oxford United                                            | 1–3                                                      | Cardiff City (e fl)                                      | Omgång 1  |                                   |                                   |                                   |
| Cardiff City (e fl)                                      | 5–3                                                      | Huddersfield Town                                        | Omgång 2  | Exeter City                       | 1–3                               | Liverpool                         |
| Cardiff City (e fl)                                      | 2–2 (7–6 e str.)                                         | Leicester City                                           | Omgång 3  | Brighton & Hove Albion            | 1–2                               | Liverpool                         |
| Cardiff City                                             | 1–0                                                      | Burnley                                                  | Omgång 4  | Stoke City                        | 1–2                               | Liverpool                         |
| Cardiff City                                             | 2–0                                                      | Blackburn Rovers                                         | Omgång 5  | Chelsea                           | 0–2                               | Liverpool                         |
| Crystal Palace                                           | 1–0                                                      | Cardiff City                                             | Semifinal | Manchester City                   | 0–1                               | Liverpool                         |
| Cardiff City (e fl)                                      | 1–0 (3–1 e str.)                                         | Crystal Palace                                           | Semifinal | Liverpool                         | 2–2                               | Manchester City                   |
| Cardiff City vann med sammanlagt 1–1 (3–1 efter staffar) | Cardiff City vann med sammanlagt 1–1 (3–1 efter staffar) | Cardiff City vann med sammanlagt 1–1 (3–1 efter staffar) | Semifinal | Liverpool vann med sammanlagt 3–2 | Liverpool vann med sammanlagt 3–2 | Liverpool vann med sammanlagt 3–2 |

## Matchen
|           | 26 februari 2012 | Cardiff City                                                          | 2 – 2 (e.fl.)              | Liverpool                                                          | Wembley Stadium                 |                                 |
| 16:00 GMT | 16:00 GMT        | Joe Mason 19′ Ben Turner 118′                                         | (1 – 0) Rapport            | Martin Škrtel 60′ Dirk Kuyt 108′                                   | London Domare: Mark Clattenburg | London Domare: Mark Clattenburg |
| 16:00 GMT | 16:00 GMT        |                                                                       |                            |                                                                    | London Domare: Mark Clattenburg | London Domare: Mark Clattenburg |
| 16:00 GMT | 16:00 GMT        | Kenny Miller Don Cowie Rudy Gestede Peter Whittingham Anthony Gerrard | Straffsparksläggning 2 – 3 | Steven Gerrard Charlie Adam Dirk Kuyt Stewart Downing Glen Johnson | London Domare: Mark Clattenburg | London Domare: Mark Clattenburg |

| Cardiff City | Liverpool |

|              |    |                   |      |      |     |
|              |    |                   |      |      |     |
| MV           | 22 | Tom Heaton        |      |      |     |
| HB           | 2  | Kevin McNaughton  |      | 106′ |     |
| MB           | 5  | Mark Hudson (c)   |      | 99′  |     |
| MB           | 25 | Ben Turner        | 119' |      |     |
| VB           | 3  | Andrew Taylor     |      |      |     |
| HM           | 8  | Don Cowie         |      |      |     |
| CM           | 7  | Peter Whittingham |      |      |     |
| CM           | 17 | Aron Gunnarsson   |      |      |     |
| VM           | 20 | Joe Mason         |      | 91′  |     |
| A            | 9  | Kenny Miller      |      |      |     |
| A            | 15 | Rudy Gestede      |      |      |     |
| Avbytare:    |    |                   |      |      |     |
| MV           | 1  | David Marshall    |      |      |     |
| F            | 6  | Anthony Gerrard   |      | 99′  |     |
| F            | 18 | Lee Naylor        |      |      |     |
| MF           | 4  | Filip Kiss        |      | 98'  | 91′ |
| MF           | 11 | Craig Conway      |      |      |     |
| MF           | 23 | Darcy Blake       |      | 106′ |     |
| A            | 10 | Robert Earnshaw   |      |      |     |
| Tränare:     |    |                   |      |      |     |
| Malky Mackay |    |                   |      |      |     |

|                |    |                    |     |      |
|                |    |                    |     |      |
| MV             | 25 | Pepe Reina         |     |      |
| HB             | 2  | Glen Johnson       |     |      |
| MB             | 37 | Martin Škrtel      |     |      |
| MB             | 5  | Daniel Agger       |     | 86′  |
| VB             | 3  | José Enrique       |     |      |
| CM             | 8  | Steven Gerrard (c) |     |      |
| CM             | 26 | Charlie Adam       |     |      |
| HY             | 14 | Jordan Henderson   | 52' | 58′  |
| OM             | 7  | Luis Suárez        |     |      |
| VY             | 19 | Stewart Downing    |     |      |
| A              | 9  | Andy Carroll       |     | 103′ |
| Avbytare:      |    |                    |     |      |
| MV             | 32 | Doni               |     |      |
| F              | 23 | Jamie Carragher    |     | 86′  |
| F              | 34 | Martin Kelly       |     |      |
| MF             | 11 | Maxi Rodríguez     |     |      |
| MF             | 20 | Jay Spearing       |     |      |
| A              | 18 | Dirk Kuyt          |     | 103′ |
| A              | 39 | Craig Bellamy      |     | 58′  |
| Tränare:       |    |                    |     |      |
| Kenny Dalglish |    |                    |     |      |

| MATCHENS SPELARE - Stewart Downing (Liverpool) DOMARE - Assisterande domare: - Simon Beck - Mick McDonough - Fjärdedomare: Anthony Taylor | MATCHREGLER - 90 minuter. - 30 minuter förlängning om det behövts. - Straffsparksläggning om det fortfarande var oavgjort. - Sju avbytare. - Max tre byten per lag. |